# جاستن مورو
جاستن مورو (بالإنجليزية: Justin Morrow)‏ (4 أكتوبر 1987 بكليفلاند في الولايات المتحدة - ) هو لاعب كرة قدم أمريكي في مركز الدفاع. شارك مع منتخب الولايات المتحدة لكرة القدم. أما مع النوادي، فقد لعب مع سان خوسيه إيرثكويكس ونادي تورونتو وTampa Bay Rowdies ‏ وCleveland Internationals ‏ وIndiana Invaders ‏ وChicago Fire U-23 ‏.

## وصلات خارجية
- جاستن مورو على موقع الدوري الأمريكي (الإنجليزية)
- جاستن مورو على موقع قاعدة بيانات كرة القدم.إي يو (الإنجليزية)
- جاستن مورو على موقع ناشيونال فوتبول تيمز (الإنجليزية)
- جاستن مورو على موقع Soccerbase.com (لاعب) (الإنجليزية)
- جاستن مورو على موقع Soccerway.com (الإنجليزية)
- جاستن مورو على موقع عالم كرة القدم.نت (الإنجليزية)
- جاستن مورو على موقع AS.com (الإسبانية)